# フィラデルフィア市庁舎
フィラデルフィア市庁舎（フィラデルフィアしちょうしゃ、英語: Philadelphia City Hall）はアメリカ合衆国ペンシルベニア州フィラデルフィアの市庁舎である。市役所の他にもフィラデルフィア市議会やフィラデルフィア市長の事務室としても機能している。
フィラデルフィア市庁舎は、レンガ、白い大理石、そして石灰岩で作られており、世界最大の独立石積み建造物である。1976年には国定歴史建造物に指定され、2006年には米国土木学会によって歴史的土木工学ランドマークに指定された。

## 歴史と説明

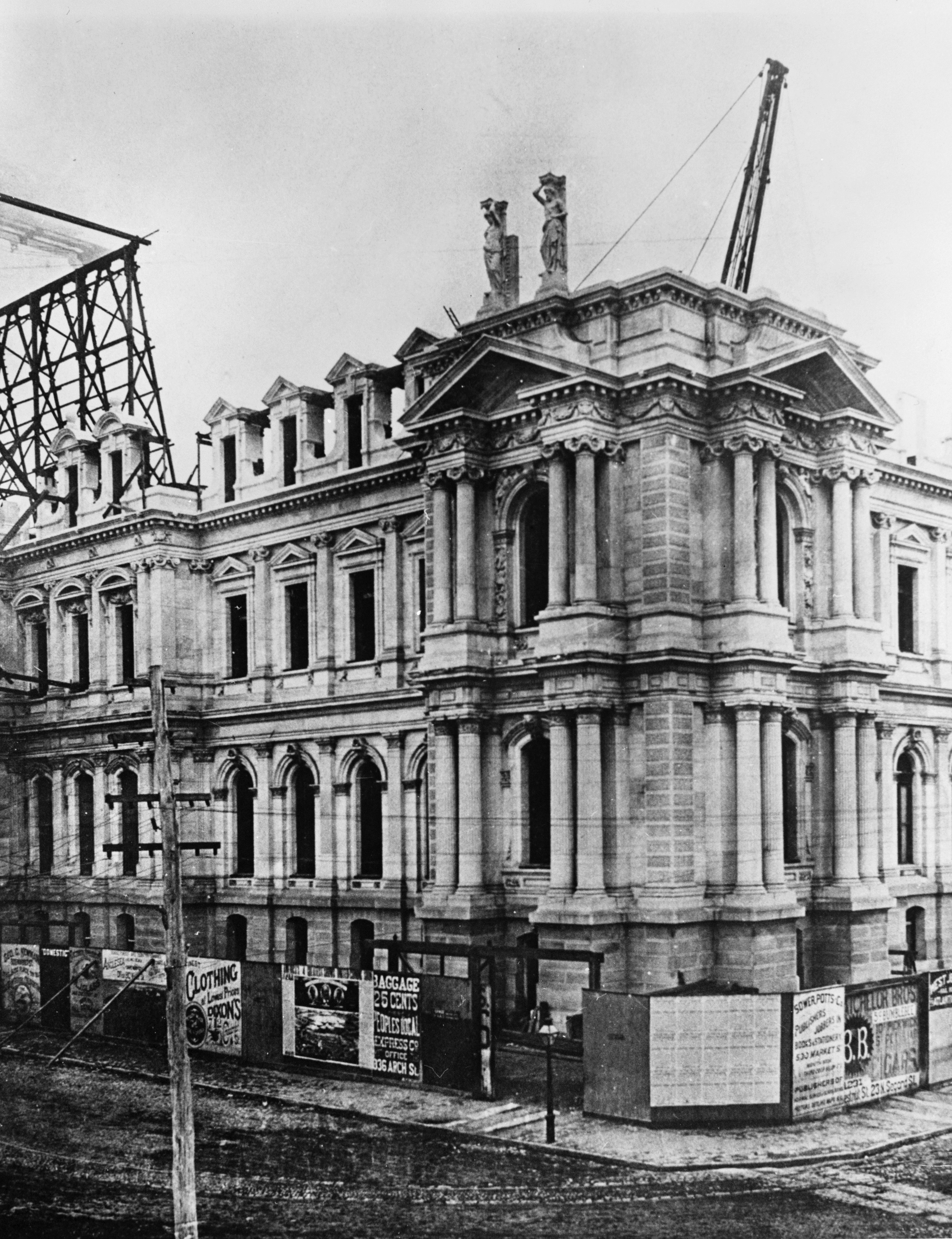
建設中の市庁舎。1881年撮影

市庁舎はスコットランド出身の建築家であるジョン・マッカーサー・ジュニアとトーマス・ウォルターによって第二帝政期建築で設計された。建築は1871年から1901年まで2400万ドルをかけて進められ、外観は1894年に完成したものの、内装の完成は1901年までかかった。当初、市庁舎は世界で最も高い建築物になるように設計されたが、建設中にワシントン記念塔とエッフェル塔が上回ったため、完成したときには世界で最も高い「居住可能な」建築物になった。また、今までの世界で最も高い建物は、ヨーロッパの大聖堂やギザの大ピラミッドのように全て宗教的な建物だったため、市庁舎は初の世俗的な世界で最も高い建物となった。
市庁舎の所在地として選ばれた場所は、ペンシルベニアの建設者であるウィリアム・ペンによって造成された5つの都市型公園のうちの1つで、他の4つのちょうど中心にあたる公園だった。これは後にペン・スクエアと改称される。マッカーサーとトーマスは第二帝政様式で設計したため市庁舎は石積みの建物となり、最大6.7ｍものレンガの壁で自重を支えている。
市庁舎の高さは、天辺にそびえるウィリアム・ペンの銅像も含めて167ｍであり、これは1894年から1908年までの間、世界で最も高い「居住可能な」建築物であった。世界一の座を失ってからも、ペンシルベニア州内では1932年にガルフ・タワーが出来るまで、フィラデルフィア市内では、1986年にワン・リバティ・プレイスが出来るまでは最も高い建築物だった。
市庁舎は1871年から1901年の長きにわたって建設されており、8,800万個のレンガ、数千トンもの大理石と花崗岩が用いられた。部屋は700室以上あり、これは米国内はおろか世界で最も巨大な市庁舎のうちの一つである。この市庁舎内には3つの機関があり、それぞれフィラデルフィア市長室をトップとする市の行政機関、立法機関たるフィラデルフィア市議会、司法機関たるペンシルベニア裁判所である。
目を引く巨大な塔の両側には、ウォーレン・ジョンソンの設計で1898年に設置された直径7.9ｍの時計があり、これはビッグ・ベンの直径7ｍよりも大きい。
1992年のはじめ、市庁舎には歴史的保存建築家であるハイマン・マイヤーズらが率いる団体による外観修復が施された。修復は2007年までに大部分が完了したが、2015年12月には元の建築図案に基づいて4つの新しい中庭の門を設置するなど、作業が継続されている。

## ウィリアム・ペン像

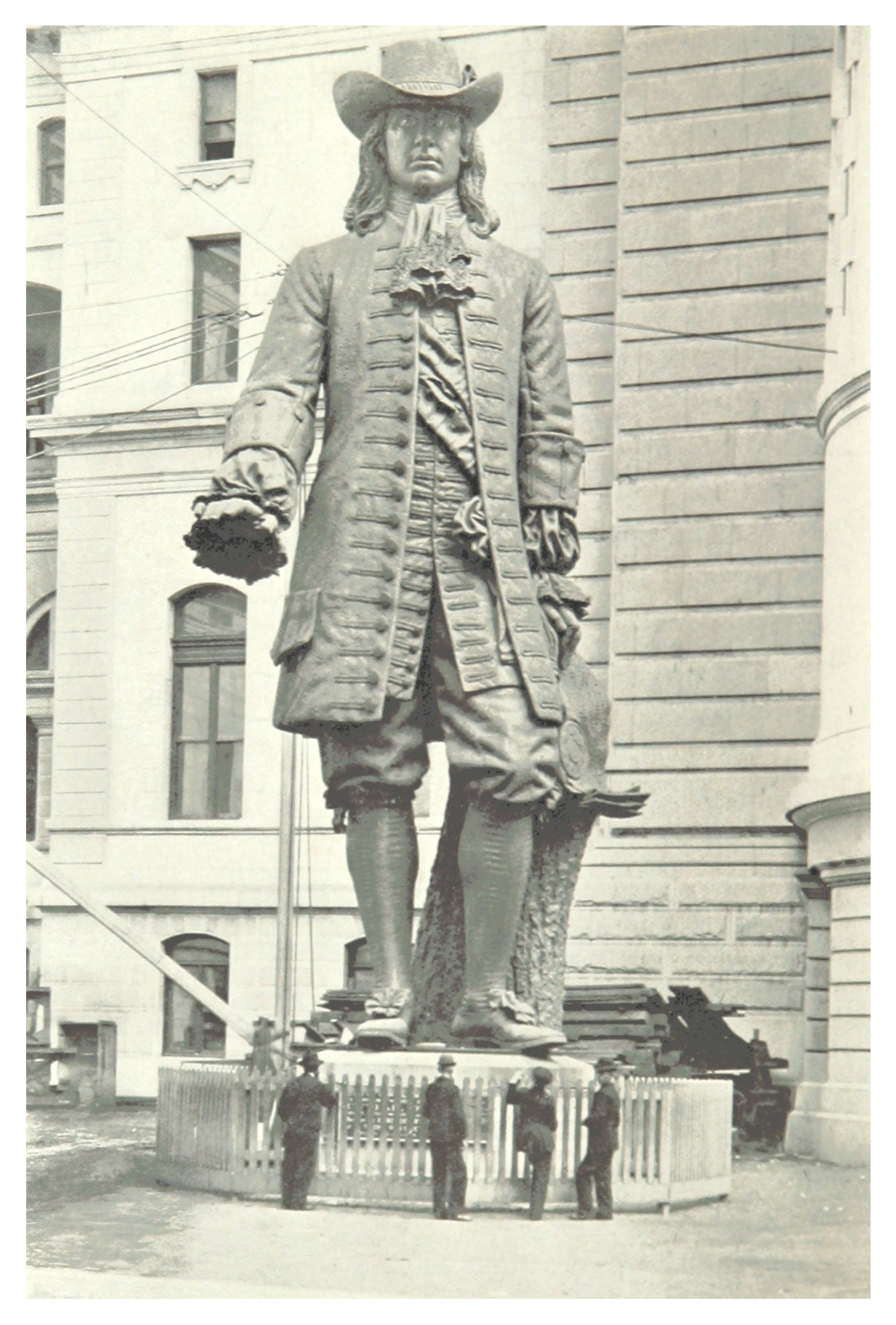
地上に置かれたウィリアム・ペン像

市庁舎の頂点には11mのウィリアム・ペンの銅像が直立している。これは市庁舎の彫刻を手掛けたスコットランド出身の芸術家アレクサンダー・ミルン・カルダーによって作られたものである。この像は北東フィラデルフィアのタコニー製鉄所で鋳造され、1894年に塔の頂上に設置された。この像は建物の頂上にあるものとしては世界で最も高い。市は風化による劣化を軽減するためにおおよそ10年ごとに銅像を掃除することを義務付けている。像は中空で、その中には帽子に繋がる狭いトンネルがある。
この銅像より高い建物を建てないという紳士協定によって市庁舎は1986年にワン・リバティ・プレイスが建てられるまでフィラデルフィアで最も高い建物だった。この協定の廃止は地元のプロスポーツチームに呪いをもたらしたとされている。像には地元のプロスポーツチームのグッズが付けられることがあるが、1993年にはフィラデルフィア・フィリーズのキャップが、1997年にはフィラデルフィア・フライヤーズのジャージが付けられたが、両チームとも敗北した。2017年に別のウィリアム・ペン像が、フィラデルフィアで最も高い建物であるコムキャスト・テクノロジーセンターに設置されると、その数か月後、フィラデルフィア・イーグルスはスーパーボウルで優勝した。

## ギャラリー

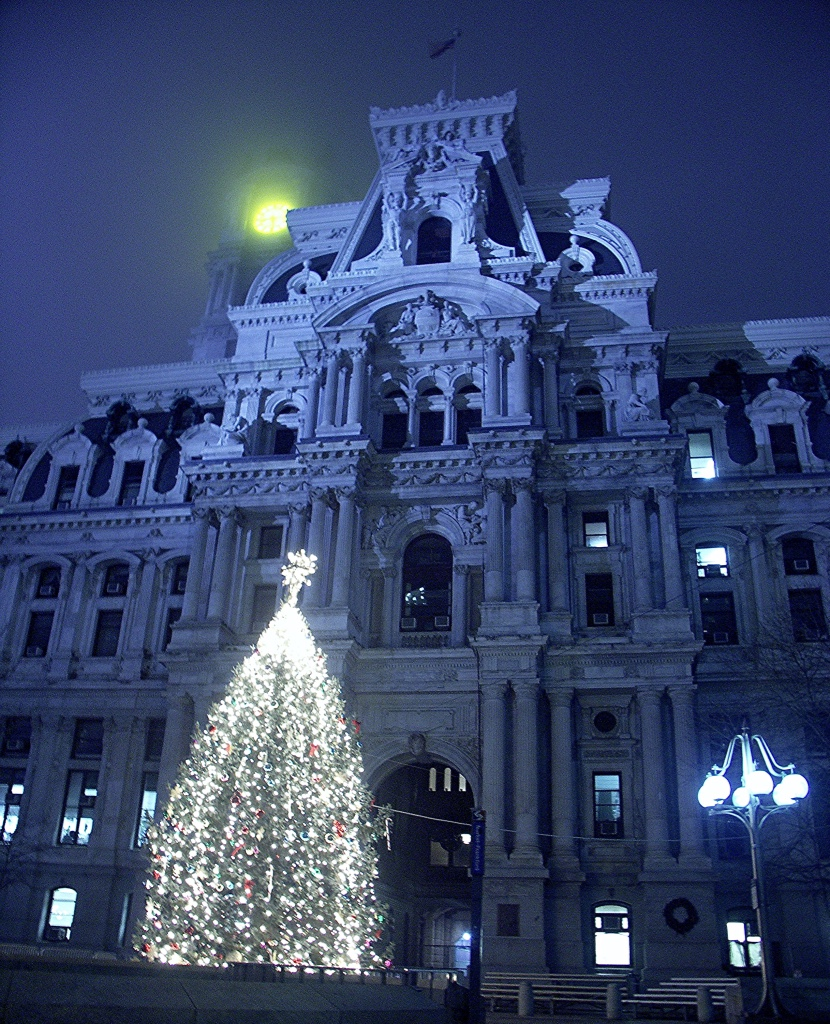
クリスマスのフィラデルフィア市庁舎（2005年)
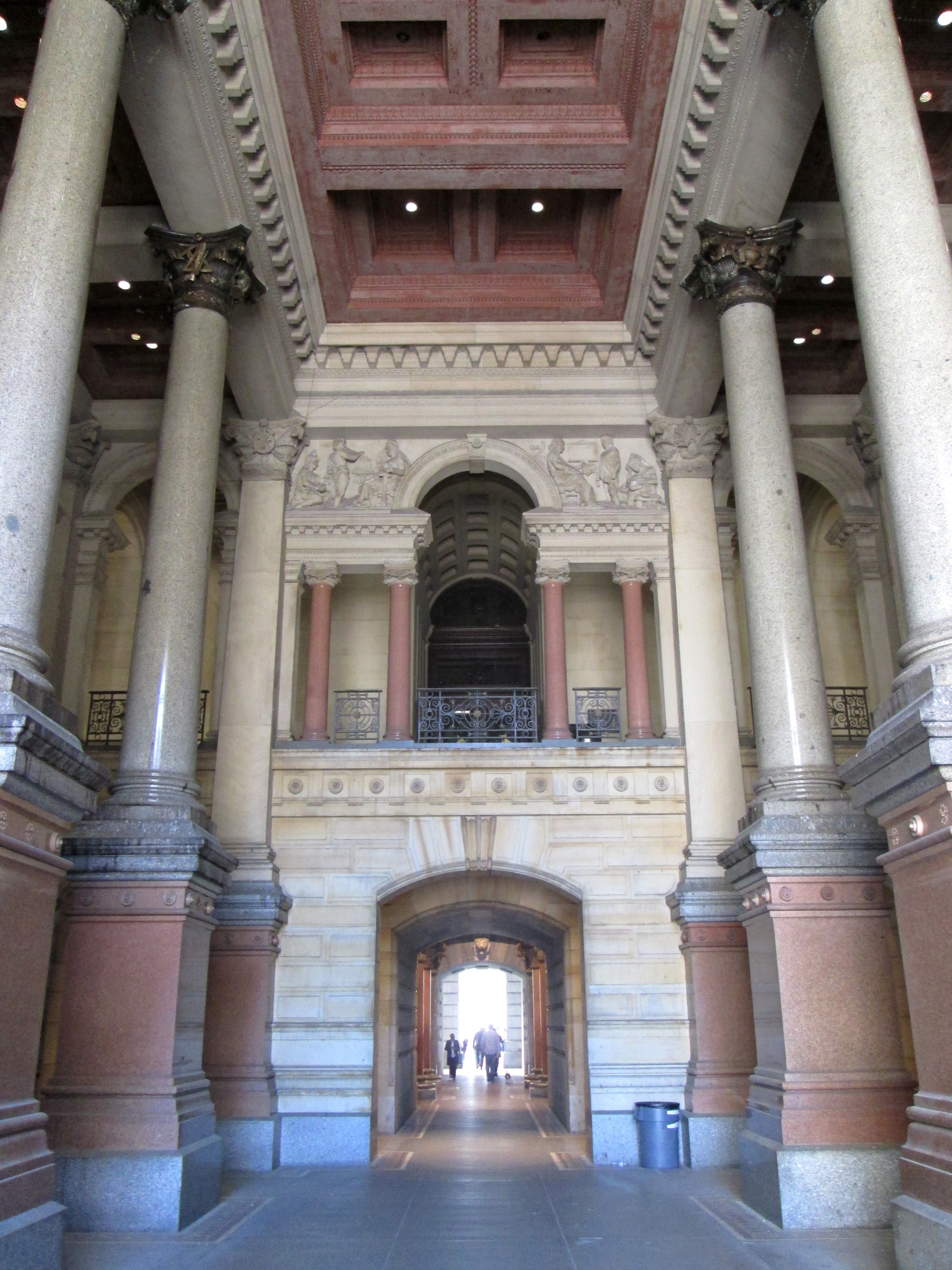
ノース・ブロード通りのアーケード（2013年）
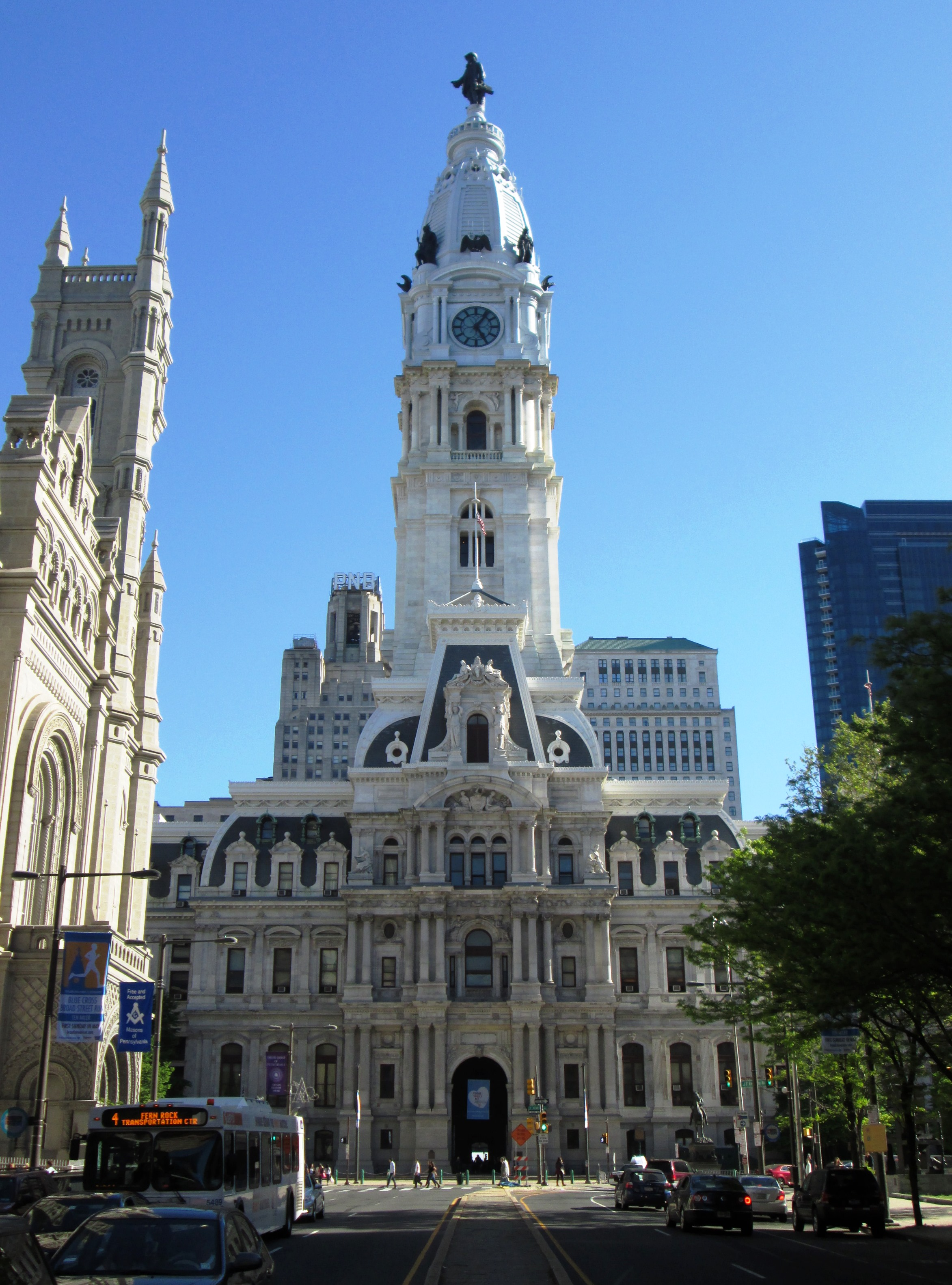
ブロード通りから見た市庁舎（2013年）
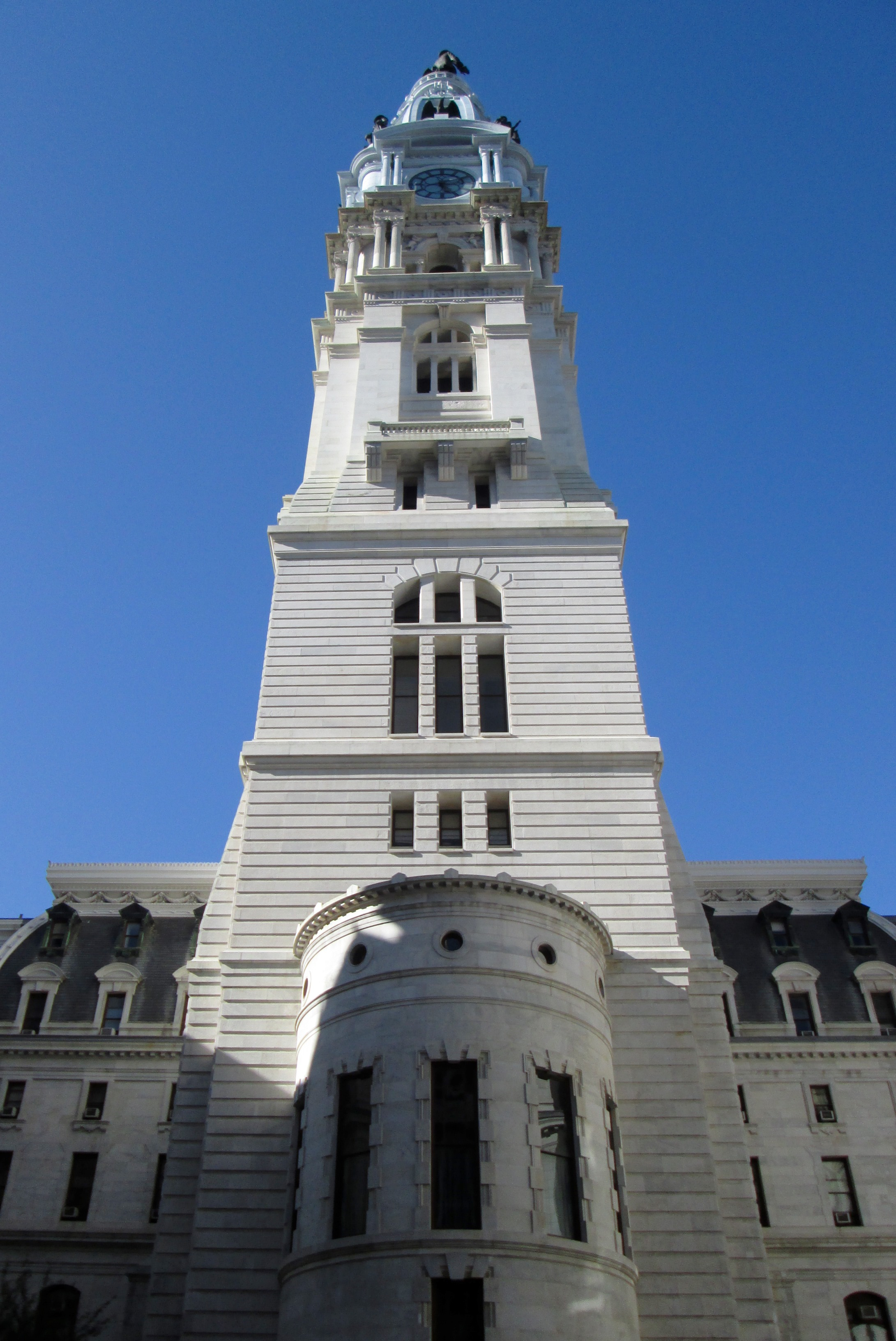
裁判所から見た塔（2013年）
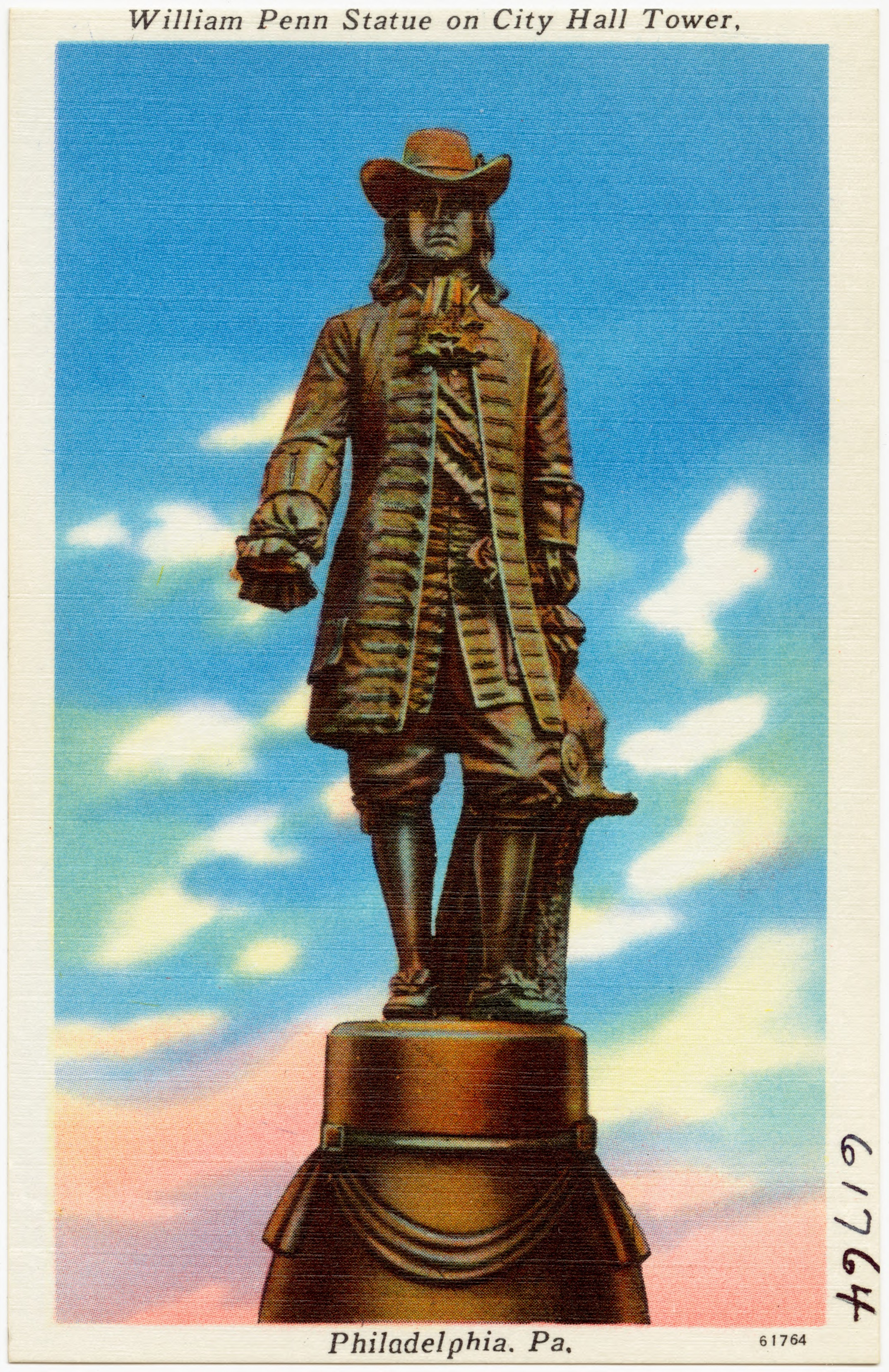
ウィリアム・ペン像
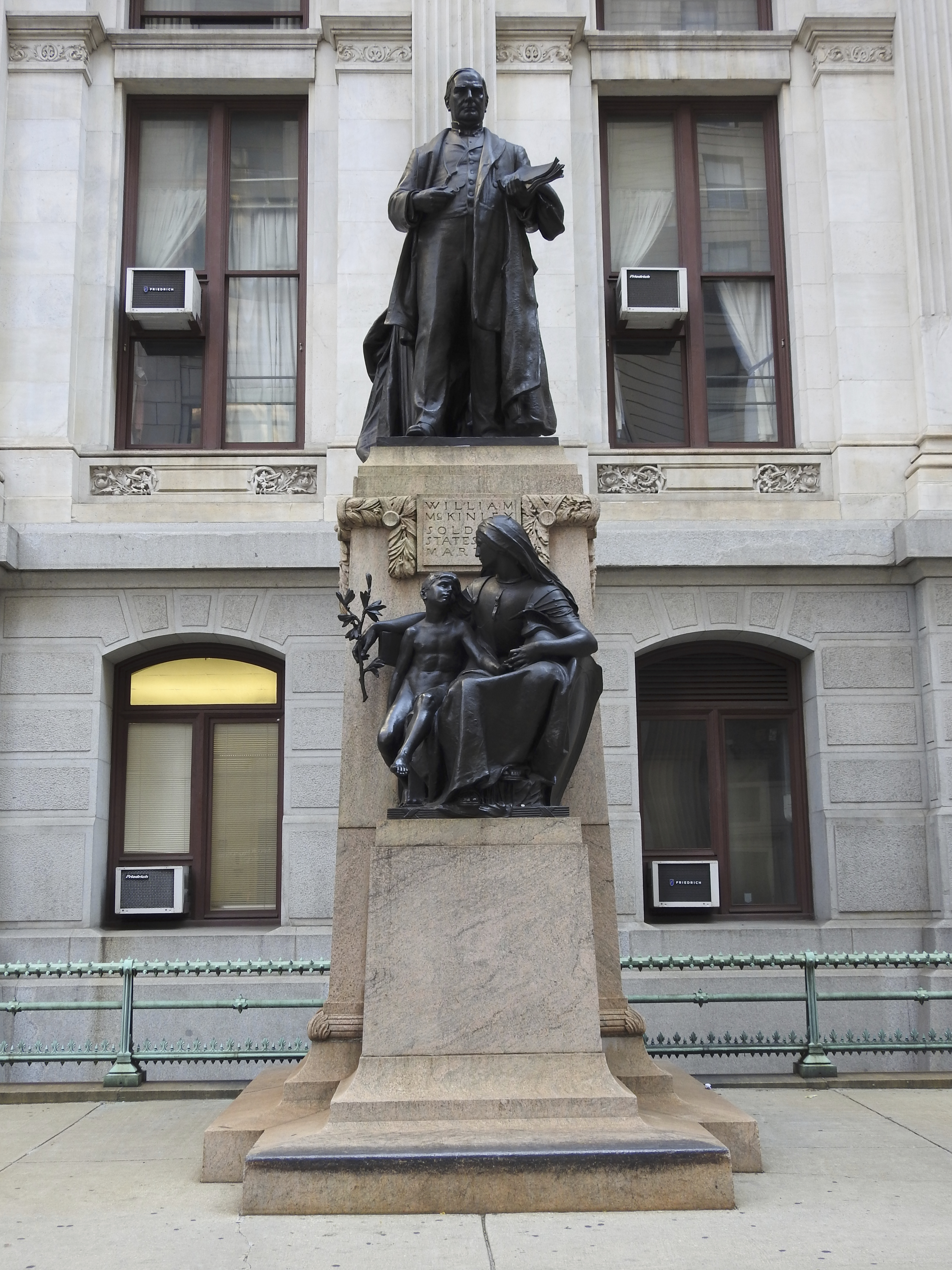
マッキンリー大統領像（2017年）
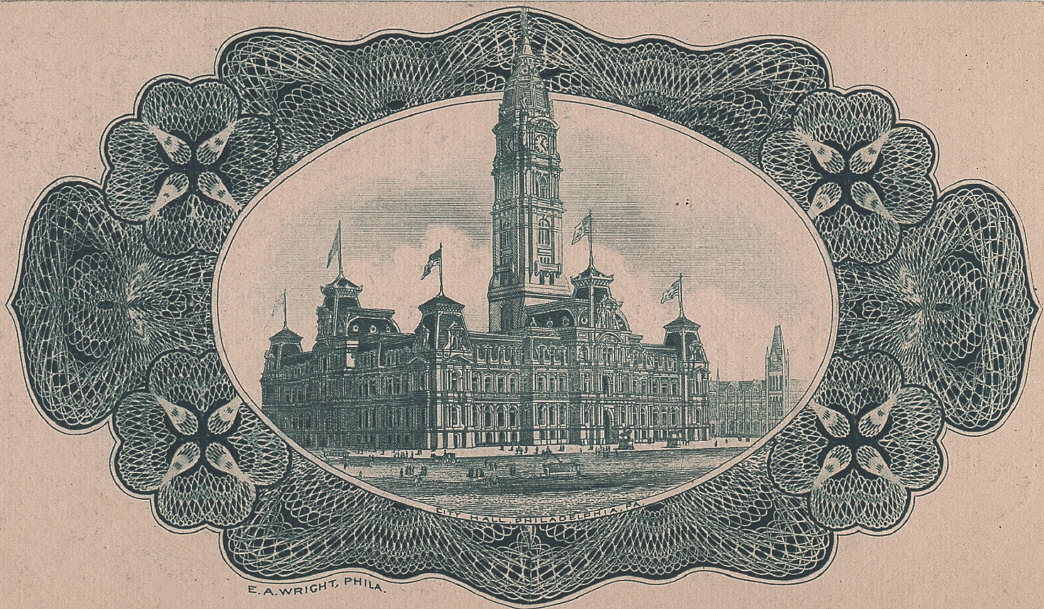
共和党大会のチケットに描かれたフィラデルフィア市庁舎